# Platybunus
Genre
Platybunus est un genre d'opilions eupnois de la famille des Phalangiidae.

## Distribution
Les espèces de ce genre se rencontrent en Europe et en Turquie.

## Liste des espèces
Selon World Catalogue of Opiliones (04/05/2021) :
- Platybunus alpinorelictus Martens, 1978
- Platybunus banarescui Babalean, 2004
- Platybunus bucephalus (Koch, 1835)
- Platybunus decui Avram, 1968
- Platybunus incanus Koch, 1839
- Platybunus jeporum Avram, 1968
- Platybunus juvarae Avram, 1968
- Platybunus kratochvili Hadži, 1973
- Platybunus mirus Loman, 1892
- Platybunus nigrovittatus Simon, 1879
- Platybunus pallidus Šilhavý, 1938
- Platybunus pinetorum (Koch, 1839)
- Platybunus placidus Simon, 1878
- Platybunus spinosissimus Hadži, 1973
- Platybunus strigosus (Koch, 1867)
- Platybunus uncatus (Hermann, 1804)

## Publication originale
- C. L. Koch, 1839 : Übersicht des Arachnidensystems. Nürnberg, Heft 2, p. 1-38 (texte intégral).